# ビズメディア

旧ロゴ

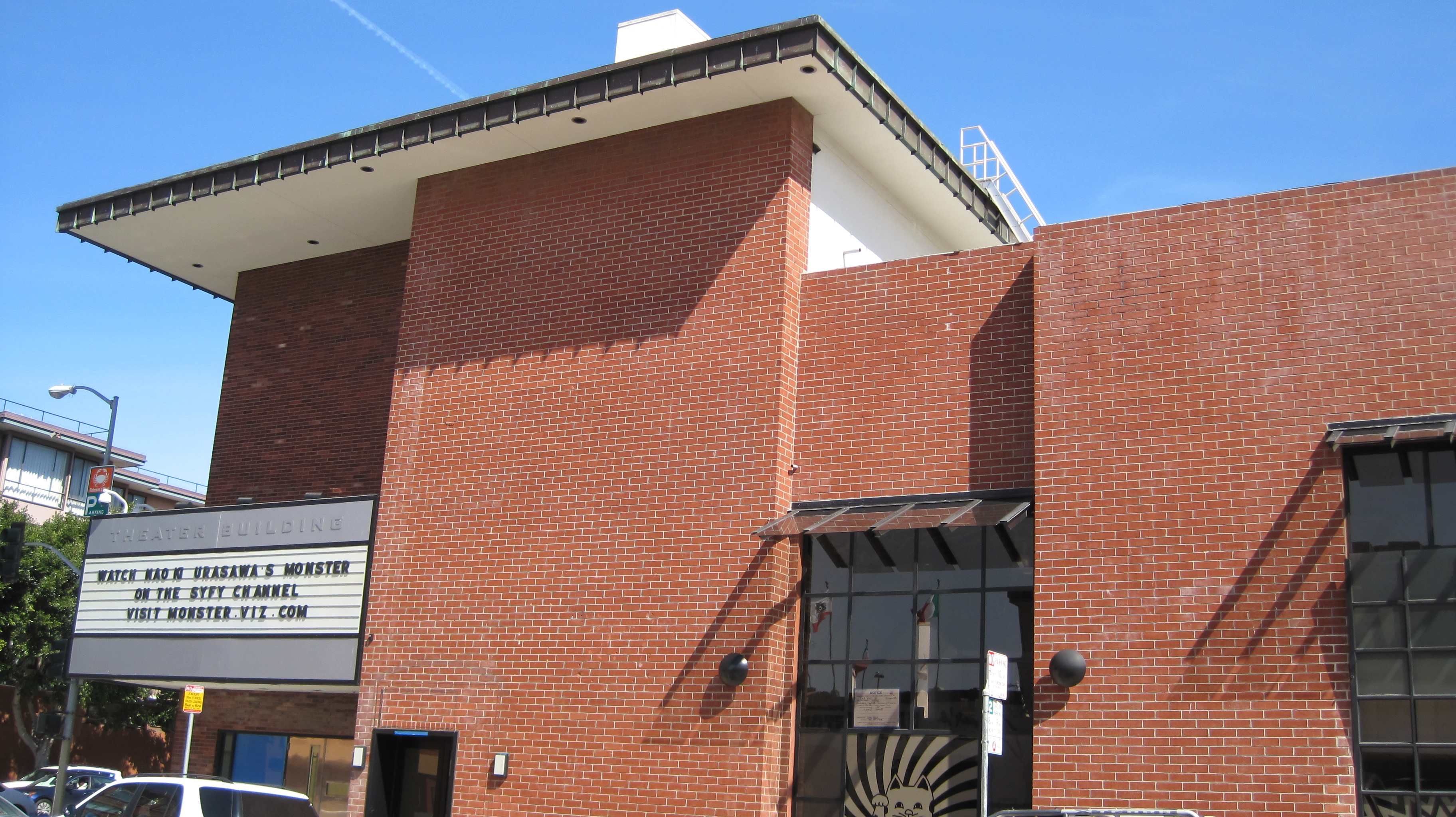
旧本部

ビズメディア（英語: VIZ Media）は、北アメリカにおける日本の漫画・アニメの翻訳出版と日本アニメの映像販売を行う企業。小学館・集英社・小学館集英社プロダクションの関連会社である。本社はアメリカ合衆国サンフランシスコに所在。かつてフランスのパリにヨーロッパ支社を持っていた。

## 概要
『ドラゴンボール』、『幽☆遊☆白書』、『らんま1/2』、『Dr.スランプ』など、集英社や小学館の人気漫画を中心に、『鋼の錬金術師』、『火の鳥』、『ブラック・ジャック』など幅広く出版している。雑誌では『少年ジャンプ』の英語版"Shonen Jump"（月刊）や、北アメリカ初の少女マンガ雑誌"Shojo Beat"（2009年6月廃刊）等を発行。翻訳出版以外にもアニメや漫画の月刊情報誌"Animerica"も発行し、2005年に休止して3か月毎に大手書店で無料配布するタイプと、大手のアニメイベントでその都度配布タイプの2種類のフリーマガジンに切り替えた。『世界の中心で、愛をさけぶ』や『下妻物語』などの小説や『灼眼のシャナ』などのライトノベル作品も出版している。
英語圏において自社名義で英語版を翻訳出版している他、自社が英語版の出版権を持つ作品については、非英語圏の出版社と日本の出版社との間での仲介業務を行っている。

## 来歴
1986年、サンフランシスコに出版社ビズ・コミュニケーションズ（英語: Viz Communications）として小学館の出資を受けた堀淵清治が設立した。堀淵は1985年に日本に来た際に大友克洋の『童夢』を知り感銘を受けて日本の漫画をアメリカに出版しようと考え、小学館の当時の常務取締役の相賀昌宏を訪ねて説得したのだった。
1987年に同社が日本漫画の中で最初に翻訳したのが白土三平の『カムイ伝』、工藤かずや・池上遼一の『舞』、新谷かおるの『エリア88』の3作品で、これらは英語圏の人間にもわかりやすいよう、左右反転させて日本語で書かれた擬音や看板の文字などの描き文字を英語に直したりしていた。左右反転によりコストがかかり値段が高いこと、当時のアメリカでは普通の書店に漫画を置いておらずコミック販売店などの狭い販売ルートであることなどの理由で、最初の3作品の売り上げは同社が期待したほどではなかった。
1992年に一般書籍の部門を設立し、写真やデザインなど芸術系の本の制作を始める。堀渕はこの部門に漫画を含ませて「グラフィック・ノベル」と呼んで書店での販路を広げようとした。創業以来売り上げは芳しくなかったものの、高橋留美子の『らんま1/2』が注目されて売り上げが伸びた。1998年には『ポケットモンスター』のアニメがヒットしたことでビズの出していた漫画版の売り上げも好調になっていく。
2002年より後の集英社の作品の翻訳には基本的には見られないが、同社が右開きの手法を取り入れた後も高橋留美子作品は左右反転して出版していた。日本語の設定やジョークを別のものに置き換えたりすることが多く、例えば、『めぞん一刻』では通貨単位が円ではなくドルに直されている。また『らんま1/2』第1巻において、「ここは北海道だ」が「東京はここから500マイル南だ」になっている。評価するファンがいる反面、否定的な意見も少なくない。
2002年に出版社TOKYOPOPがアメリカでは初めて日本の翻訳漫画の単行本を反転させずに書店で売り始めると、それにならう形で同社や他の出版社も日本の漫画の翻訳において右開きでの印刷を取り入れるようになった。これは1997年にドイツのカールセン出版社が『ドラゴンボール』を翻訳する際に鳥山明が左開きでの出版許可を出さなかったことの影響もある。
同年に集英社がビズの株式を取得した。また、紙雑誌の"Shonen Jump"を月刊で発行するが、2012年1月30日に電子の週刊雑誌に移行し、2015年8月31日には"Weekly Shonen Jump"としてAmazonやその子会社コミクソロジーから配信し販売路を拡大した。デジタルに移行することで、紙雑誌の頃のタイムラグを最小限に抑えることができるようになった。
2003年に集英社の出資を受けビズ・ホールディングス（英語: VIZ HOLDINGS,Inc）となる。
2004年に小学館エンターテイメントプロダクション（Shogakukan Entertainment Production）と合併してビズメディアとなった。これらにより、集英社の作品も含めて、それまで分かれていた小学館系の作品の販売ルートを1本化する。
2005年6月に月刊の少女漫画雑誌"Shojo Beat"を発行。2009年6月16日発売の2009年7月号、同誌の49号目を最後に休刊した。詳しくは"Shojo Beat"のページを参照。
2007年にパリに子会社ビズメディア・ヨーロッパ（VIZ Media Europe）を設立した。ヨーロッパでの事業を広げるためだったが、そこではすでに人気タイトルの販売契約を既存の企業と結んでいたため、あまり上手くいかなかった。そこで、2009年に小学館・集英社・小学館集英社プロダクションはフランスのKAZE S.A.S.、ドイツのアニメ・ヴァーチャル（Anime Virtual S.A.）を買収して子会社化する。ヨーロッパ現地の大手のアニメ流通会社と繋がることで、日本のアニメ・漫画の海外展開をより積極的におこなえるようになった。
2009年1月に日本SFの翻訳レーベル"Haikasoru（ハイカソル）"の立ち上げを発表した。"Haikasoru"の名前はフィリップ・K・ディックの『高い城の男』の原題の中にある"High Castle"を日本風にローマ字化したもので、ロゴは天守を図案化したものである。
2011年8月8日にアニメヴァーチャル（Anime Virtual S.A.）がビズメディア・スイス（VIZ Media Switzerland SA）と社名を変更した。このときドイツの流通部門AV Visionen GmbHのブランド名・レーベルは維持したまま残した。
2011年12月にはアニメイトとリブレ出版と提携して"SuBLime"というボーイズラブ、北米ではYaoiと呼ばれるジャンルの新しいレーベルを立ち上げた。これはメジャージャンルだけでなく、ニッチなジャンルも含めた様々な分野の事業拡大の一環である。
2013年夏からはサンリオと組んでハローキティ関係の書籍の翻訳と現地のアーティストによる英語版オリジナルの本を出し始めた。これはアメリカでハローキティの人気が上がりだしたものの、アジアやヨーロッパやブラジルなどの地域に比べてアメリカでの展開が遅かったので補うためであった。
2013年10月1日から北アメリカではAmazon Kindleと組んで電子漫画の販売を開始した。また、2014年6月10日からビズメディアヨーロッパは電子漫画の配信プラットフォームコミクソロジーと組んでいる。デジタルコンテンツにも力を入れてきたビズメディアは、自社のウェブサイトやアプリなどでも配信をしているが、より広い顧客層に販売するために大手のデジタル配信プラットホームに作品を提供している。
2019年にビズメディア・ヨーロッパおよびビズメディア・スイスや子会社のKAZE、AV Visionen GmbHなどは世界最大のアニメ・漫画の配信プラットフォームであるクランチロール（Crunchyroll）に買収されそちらの子会社になる。小学館ら3社は引き続き株主として関わり、それ以降ヨーロッパではライセンス事業の方向に力を入れる。2020年にはビズメディアヨーロッパのブランド名はCrunchyroll EMEAに改められた。

## 主な出版物

### 漫画
- わがまま☆フェアリー ミルモでポン!（Mirmo!）
- 名探偵コナン（Case Closed）
- 妖しのセレス（Ceres, The Celestial Legend）
- Dr.スランプ（Dr. Slump）
- ドラゴンボール（Dragon Ball）
- エクセル・サーガ（Excel Saga）
- 鋼の錬金術師（Fullmetal Alchemist）
- ヒカルの碁（Hikaru no Go）
- 新世紀エヴァンゲリオン（Neon Genesis Evangelion）
- 犬夜叉（InuYasha）
- ガンダム（Gundam）
- NANA（Nana）
- NARUTO -ナルト-（Naruto）
- DEATH NOTE（Death Note）
- ONE PIECE（One Piece）
- らんま1/2（Ranma ½）
- るろうに剣心（Rurouni Kenshin）
- X（X）
- 遊☆戯☆王（Yu-Gi-Oh!）
- 金色のガッシュ!!（Zatch Bell!）
- 銀魂（Gintama）
- ハヤテのごとく!（Hayate the Combat Butler）
- 愛天使伝説ウェディングピーチ（Wedding Peach）
- スーパーマリオくん 傑作選（Super Mario Manga Mania）
- 星のカービィ デデデでプププなものがたり 傑作選（Kirby Manga Mania）

### フィルムコミック
- 犬夜叉（InuYasha）
- となりのトトロ（My Neighbor Totoro）
- 天空の城ラピュタ（Castle in the Sky）
- ハウルの動く城（Howl's Moving Castle）
- 千と千尋の神隠し（Spirited Away）
- スチームボーイ（Steamboy）

### Haikasoru
- 時砂の王（小川一水）（The Lord of the Sands of Time（Issui Ogawa））
- All You Need Is Kill（桜坂洋）（All You Need Is Kill（Hiroshi Sakurazaka））
- ZOO（乙一）（ZOO（Otsuichi））
- 太陽の簒奪者（野尻抱介）（Usurper of the Sun (Hōsuke Nojiri））
- バトル・ロワイアル（高見広春）（Battle Royale: The Novel（Kōushun Takami））
- ブレイブ・ストーリー（宮部みゆき）（Brave Story（Miyuki Miyabe））
- 英雄の書（宮部みゆき）（The Book of Heroes（Miyuki Miyabe））
- 戦闘妖精・雪風（神林長平）（Yukikaze（Chōhei Kambayashi））
- アイの物語（山本弘）（The Stories of Ibis（Hiroshi Yamamoto））
- スラム・オンライン（桜坂洋）（Slum Online（Hiroshi Sakurazaka））
- 第六大陸（小川一水）（The Next Continent（Issui Ogawa））
- ルー=ガルー 忌避すべき狼（京極夏彦）（Loups-Garous（Natsuhiko Kyogoku））
- ハーモニー（伊藤計劃）（Harmony（Project Itoh））
- ロケットガール（野尻抱介）（Rocket Girls（Hōsuke Nojiri））
- 夏と花火と私の死体（乙一）（Summer, Fireworks, And My Corpse（OtsuIchi））
- ウロボロスの波動（林譲治）（The Ouroboros Wave（Jyouji Hayashi））
- 空色勾玉（荻原規子）（Dragon Sword And Wind Child（Noriko Ogiwara））
- マルドゥック・スクランブル（冲方丁）（Mardock Scramble（Tow Ubukata））
- ロケットガール2（野尻抱介）（Rocket Girls: The Last Planet（Hōsuke Nojiri）、小説版第二巻「ロケットガール2 天使は結果オーライ」に相当。）

## 企業グループ
- VIZ Media, LLC（ビズ・メディア）
  - VIZ Productions, LLC（VIZプロダクション）- 映画の企画プロデュース。